# Gutensteiner Straße
De Gutensteiner Straße B21 is een Bundesstraße in de Oostenrijkse deelstaten Neder-Oostenrijk en Stiermarken.
De weg verbindt Theresienfeld en Wiener Neustadt via Gutenstein, met Mariazell, de weg is 102 km lang.
Routebeschrijving
De B21 begint op een rotonde met de  B17 op de gemeentegrens tussen Theresienfeld en Wiener Neustadt. De  weg loopt in westelijke richting en kruist bij afrit Wöllersdorf A2. De B21 loopt verder door Wöllersdorf-Steinabrückl waar de B21b aansluit, Markt Piesting, Waldegg, Pernitz Gutenstein, Rohr im Gebirge waar ze de B27 kruist en verder naar het westen ook de B214 kruist en door Sankt Aegyd am Neuwalde waar ze de B23 kruist waarna ze  de deelstaatgrens met Stiermarken bereikt.
Stiermarken
De B21 loopt nog door Halltal en eindigt in Mariazell op een kruising met de B20.
Geschiedenis
Tussen 1808 en 1809 werd er een „handelsroute“ aangelegd door het Piestingtal, die in Sollenau van de Triester Straße afboog en in Gutenstein eindigde.
In 1834 had de  Guttensteiner Strasse (schijfwijze in de 19e eeuw) drie tolstations te weten in Wöllersdorf, Pernitz und Gutenstein, die brachten de staatskas ongeveer 5.000 gulden op. Vanwege de kleine bovenregionale betekenis werd deze weg in 1869 aan de  deelstaat Neder-Oostenrijk overgedragen en sindsdien als Landesstraße aangeduid.
In 1894 werd het gedeelte tussen Schwarzau en Sankt Aegyd geopend en werd meteen als „mooiste weg" in Neder-Oostenrijk“ betiteld.
Door een besluit van de deelstaatsregering van Stietmarken van 23 januari 1895 werd het gedeelte tussen Mariazell en Terz naar een Bezirksstraße Ie Klasse opgewaardeerd. Sinds 1 April 1938 worden de Bezirksstraßen I. Ordnung in Stiermarken als Landesstraßen ingedeeld.
De Gutensteiner Straße behoort sinds 1 januari 1950 tot de lijst met Bundesstraßen in Oostenrijk.
Sinds 1 januari 1972 begint de Gutensteiner Straße in Wiener Neustadt, het historische deel tussen Felixdorf en Wöllersdorf werd in Felixdorfer Straße hernoemd en kreeg als nummer B21a.
Op 11 december 1990 werd de nieuwe rondweg van Oberpiesting en Waldegg vrijgegeven voor het Verkeer.
B1 · 
B2 · 
B3 · 
B4 · 
B5 · 
B6 · 
B7 · 
B8 · 
B9 · 
B10 · 
B11 · 
B12 · 
B13 · 
B14 · 
B15 · 
B16 · 
B17 · 
B18 · 
B19 · 
B20 ·  
B21 · 
B22 · 
B23 · 
B24 · 
B25 · 
B26 · 
B27 · 
B28 · 
B29 · 
B30 · 
B31 · 
B32 · 
B33 · 
B34 · 
B35 · 
B36 · 
B37 · 
B38 · 
B39 · 
B40 · 
B41 · 
B42 · 
B43 · 
B44 · 
B45 · 
B46 · 
B47 · 
B48 · 
B49 · 
B50 · 
B51 · 
B52 · 
B53 · 
B54 · 
B55 · 
B56 · 
B57 · 
B58 · 
B59 · 
B60 · 
B61 · 
B62 · 
B63 · 
B64 · 
B65 · 
B66 · 
B67 · 
B68 · 
B69 · 
B70 · 
B71 · 
B72 · 
B73 · 
B74 · 
B75 · 
B76 · 
B77 · 
B78 · 
B79 · 
B80 · 
B81 · 
B82 · 
B83 · 
B84 · 
B85 · 
B86 · 
B87 · 
B88 · 
B89 · 
B90 · 
B91 · 
B92 · 
B93 · 
B94 · 
B95 · 
B96 · 
B97 · 
B98 · 
B99 · 
B100 · 
B105 · 
B106 · 
B107 · 
B108 · 
B109 · 
B110 · 
B111 · 
B113 · 
B114 · 
B115 · 
B116 · 
B117 · 
B119 · 
B120 · 
B121 · 
B122 · 
B123 · 
B124 · 
B125 · 
B126 · 
B127 · 
B129 · 
B130 · 
B131 · 
B132 · 
B133 · 
B134 · 
B135 · 
B136 · 
B137 · 
B138 · 
B139 · 
B140 · 
B141 · 
B142 · 
B143 · 
B144 · 
B145 · 
B146 · 
B147 · 
B148 · 
B149 · 
B150 · 
B151 · 
B152 · 
B153 · 
B154 · 
B155 · 
B156 · 
B158 · 
B159 · 
B160 · 
B161 · 
B162 · 
B163 · 
B164 · 
B165 · 
B166 · 
B167 · 
B168 · 
B169 · 
B170 · 
B171 · 
B172 · 
B173 · 
B174 · 
B175 · 
B176 · 
B177 · 
B178 · 
B179 · 
B180 · 
B181 · 
B182 · 
B183 · 
B184 · 
B185 · 
B186 · 
B187 · 
B188 · 
B189 · 
B190 · 
B191 · 
B192 · 
B193 · 
B197 · 
B198 · 
B199 · 
B200 · 
B201 · 
B202 · 
B203 · 
B204 · 
B205 · 
B209 · 
B210 · 
B211 · 
B212 · 
B213 · 
B214 · 
B215 · 
B216 · 
B217 · 
B218 · 
B219 · 
B220 · 
B221 · 
B222 · 
B223 · 
B224 · 
B225 · 
B226 · 
B227 · 
B228 · 
B229 · 
B230 · 
B303 · 
B305 · 
B309 · 
B310 · 
B311 · 
B316 · 
B317 · 
B319 · 
B320